# Necrobusiness
Necrobusiness är en svensk dokumentärfilm från 2008 i regi av Richard Solarz.

## Handling
Dokumentären beskriver hur kreativa polska begravningsfirmor, med svart humor, tjänar pengar på lik. I den polska staden Łódź har de polska begravningsbyråerna kommit på ett sätt att komma åt det statliga begravningsbidrag som betalas ut till de anhöriga till den som har avlidit.